# Nzeto
Nzeto (fins 1975 Ambrizete) és un municipi de la província de Zaire. Té una extensió de 10.120 km² i 44.440 habitants. Comprèn les comunes de Kindenje, Musserra, Nzeto i Quibala Norte. Limita al nord amb el municipi de Tomboco, a l'est amb el de Bembe (Uíge) i al sud amb Ambriz (Bengo). Està servit per l'Aeroport de Nzeto.
Es troba al marge dret de la desembocadura del Mbridge i a uns 150 km al sud de la desembocadura del riu Congo, que marca la frontera amb la República Democràtica del Congo, a 250 km al nord de Luanda, i a 230 km al sud-oest de Mbanza Kongo, la capital provincial. Va assolir l'estatut de municipi en 1934.